# 普龙
普龙（德語：Prohn）是德国梅克伦堡-前波美拉尼亚州的一个市镇。总面积16.08平方公里，总人口1978人，其中男性953人，女性1025人（2011年12月31日），人口密度123人/平方公里。